# Berengarplatz

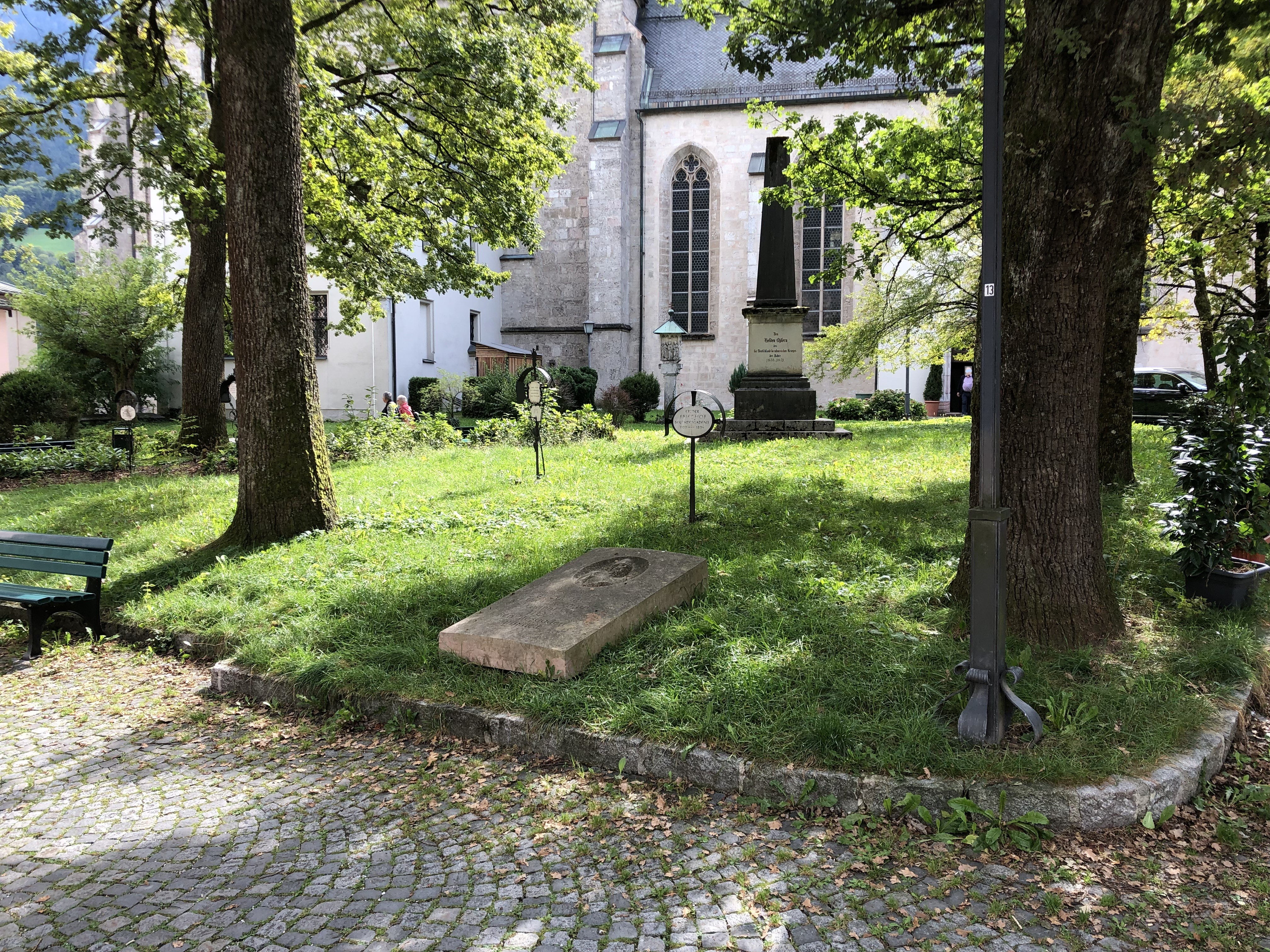
Berengarplatz im Hintergrund die Stiftskirche

Mit Berengarplatz wird in Berchtesgaden seit 2002 jenes Areal zwischen der ehemaligen Pfarrkirche St. Andreas und der Stiftskirche bezeichnet, das seit der Gründung des Klosterstifts Berchtesgaden den Einwohnern des Ortes bis 1806 als erster Friedhof diente.

## Geschichte

### Erster Friedhof Berchtesgadens
Der erste für Berchtesgaden „schon“ seit 1359 bekannte und vermutlich (siehe Abb. einer Hinweistafel unten) bereits seit Gründung Berchtesgadens ab 1100 genutzte Friedhof war um die noch heute so genannte Pfarrkirche St. Andreas gruppiert sowie in dem Zwischenraum von Pfarrkirche und Stiftskirche angelegt, der heute Berengarplatz genannt wird. Dieser erste Friedhof Berchtesgadens wurde erst 1806 endgültig aufgelassen bzw. eingeebnet.
Da bereits 1685 der Platz auf dem ersten Friedhof Berchtesgadens nicht mehr ausreichte, wurde am Anger neben dem Franziskanerkloster bzw. neben der Franziskanerkirche ein weiterer Friedhof angelegt – der heutige Alte Friedhof, der auch heute noch (Stand: 2023) in Betrieb ist und zusammen mit dem am 22. April 1948 eröffneten Bergfriedhof im Ortsteil Oberschönau der Gemeinde Schönau am Königssee vom Friedhofsverband Berchtesgaden unterhalten wird.

### Kriegerdenkmal
Zu Ehren der während des Deutsch-Französischen Kriegs von 1870/71 gefallenen Berchtesgadener Soldaten wurde 1872 inmitten des Platzes ein schwarzer Obelisk auf hohem, mit Inschriften versehenem Postament aufgestellt. Das Kriegerdenkmal ist unter der Aktennummer D-1-72-116-119 als nachqualifiziertes Baudenkmal in die Bayerische Denkmalliste eingetragen.

### Berengarplatz
Im Rahmen der 900-Jahr-Feier von Berchtesgaden wurde der Platz an der Straße Rathausplatz 6 zwischen der ehemaligen Pfarrkirche St. Andreas und der Stiftskirche zu Ehren von Graf Berengar I. von Sulzbach als Beauftragter seiner Mutter Irmgard von Rott für die Klosterstiftung und damit auch als Begründer von Berchtesgaden in „Berengarplatz“ benannt.
Neben der ehemaligen Pfarrkirche wurde 2002 an der rechten Ecke der Rasenfläche ein Gedenkstein in Form eines Steinkissens gesetzt. Es zeigt in einem ovalen Relief das Gesicht Berengars, das dem Gesicht der Stifterfigur im Kloster Kastl entspricht, und darunter die Inschrift „Dieser Platz wurde nach Graf Berengar benannt, der 1102 Berchtesgaden gründete“.

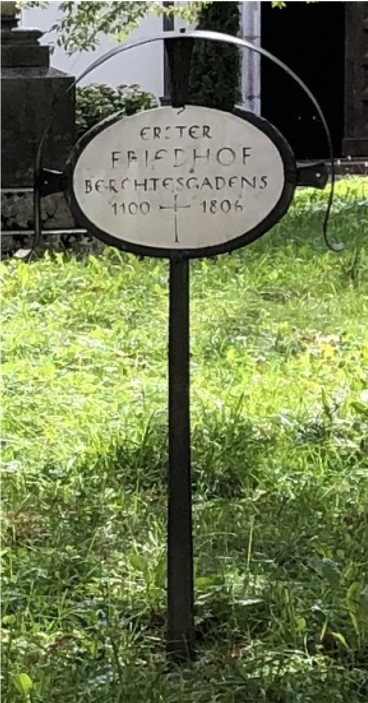
Hinweis auf ersten Friedhof Berchtesgadens
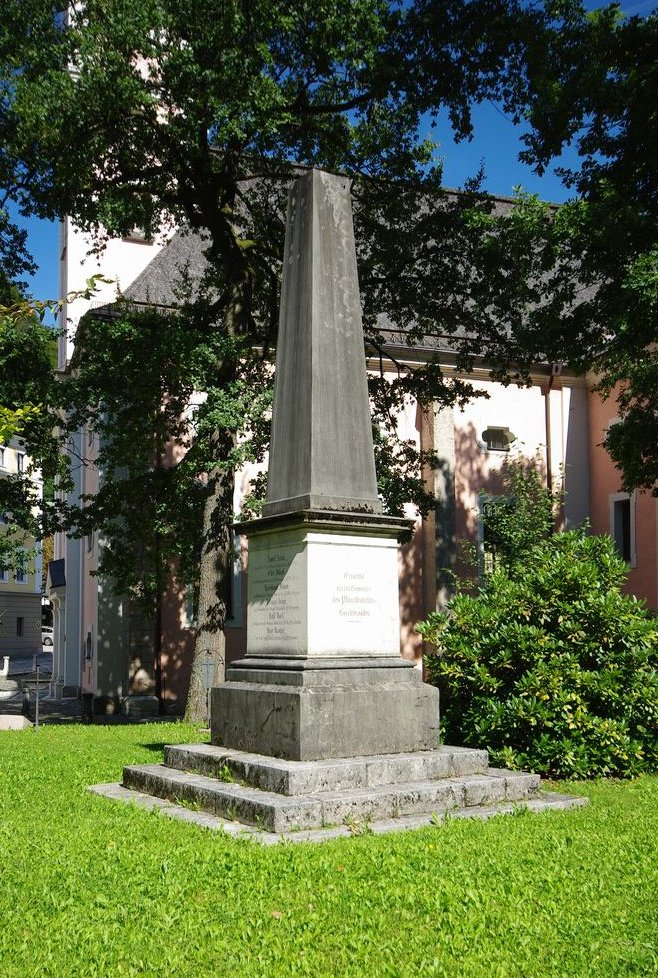
Kriegerdenkmal Deutsch-Französischer Krieg von 1870/71
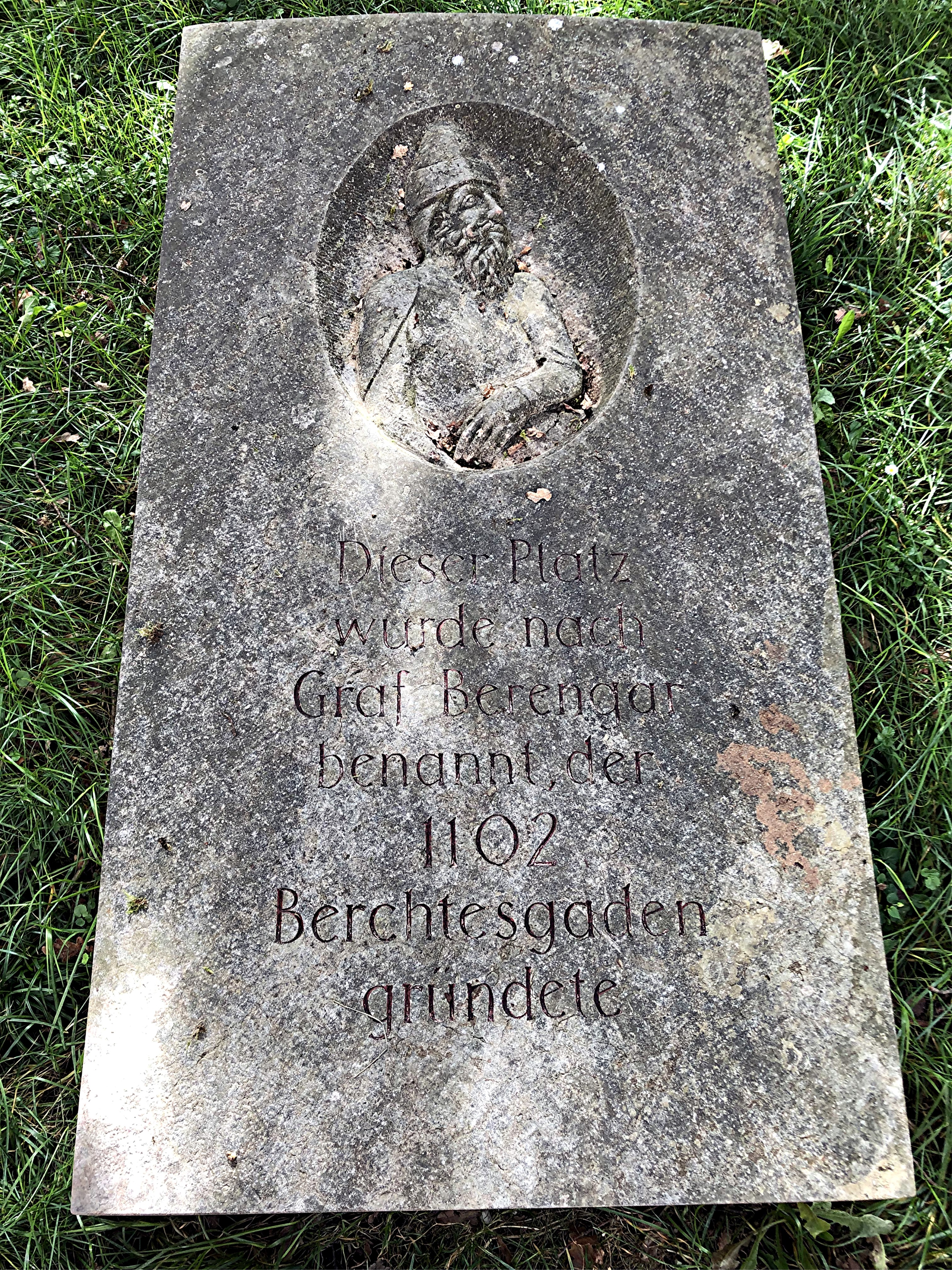
Gedenkstein von 2002 zu Ehren von Berengar I. von Sulzbach
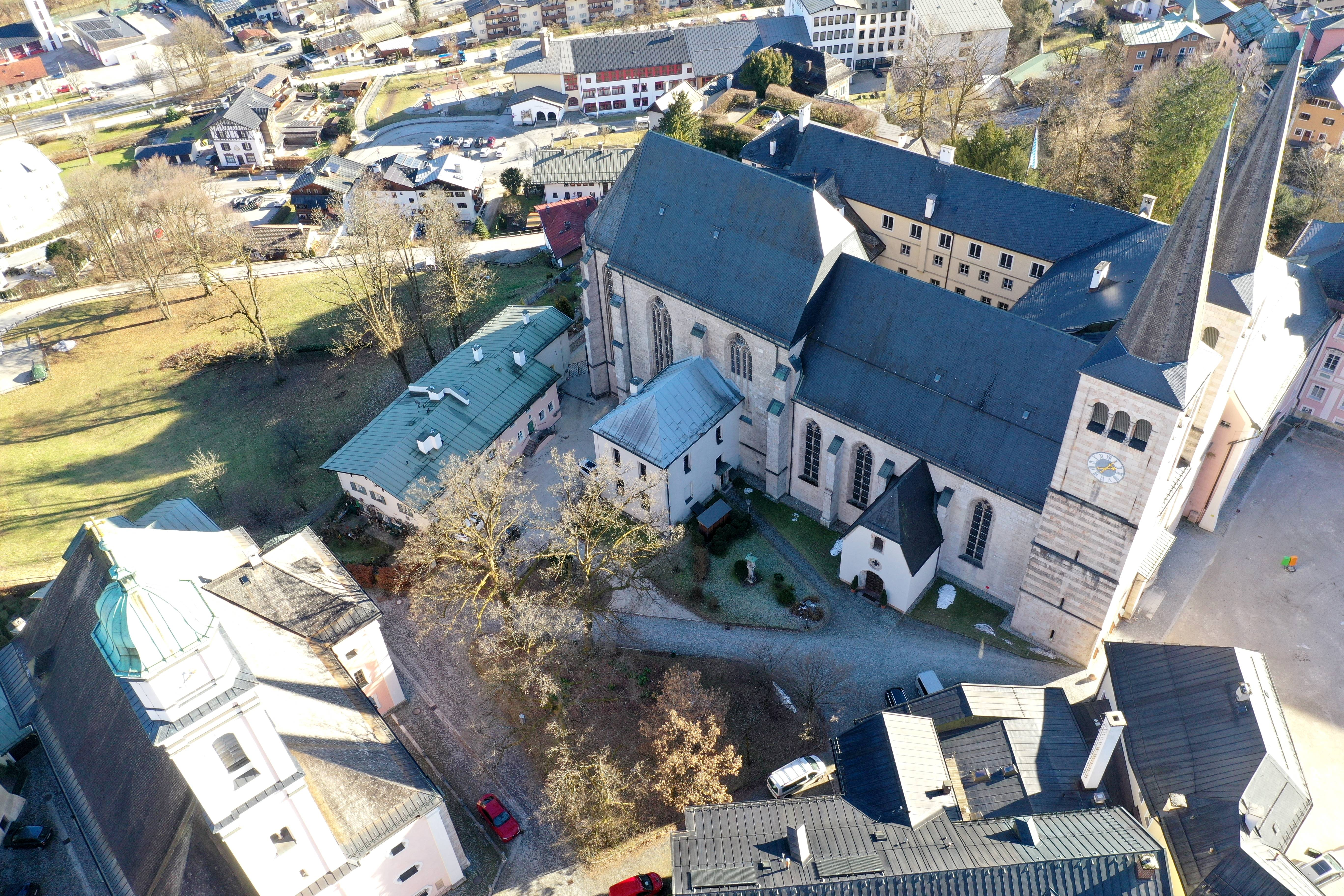
Drohnenaufnahme vom Berengarplatz eingerahmt u. a. von Pfarrkirche St. Andreas  und Stiftskirche